# Micrurus diastema
Micrurus diastema (мінливий кораловий аспід) — вид отруйних змій родини аспідових (Elapidae). Ендемік Мексики. Раніше вважався конспецифічним з Micrurus apiatus.

## Підвиди
Виділяють два підвиди:
- Micrurus diastema diastema (A.M.C. Duméril, Bibron & A.H.A. Duméril, 1854) — від центрального Веракрусу до Коліми та західного Табаско;
- Micrurus diastema affinis (Jan, 1858) — атлантичні схили на півночі Оахаки.

## Поширення і екологія
Мінливі коралові аспіди мешкають на півдні Мексики. Вони живуть у вологих і сухих тропічних лісах і сосново-дубових лісах, трапляються на плантаціях і поблизу людських поселень.